# Гідроізогіпси

Рис. 1. Гідроізогіпси на схемі визначення напрямку руху ґрунтових вод

Рис. 2. Схема взаємозв’язку поверхневих і ґрунтових вод (ліворуч – на карті, праворуч – на розрізі): а – ґрунтові води живлять річку, б – річка живить водоносний горизонт, в – з лівого берега водоносний горизонт живить річку, а з правого берега річка живить водоносний горизонт, г – взаємозв’язок ґрунтових і поверхневих вод відсутній. Показано гідроізогіпси.

Гідроізогіпси (рос. гидроизогипсы, англ. water table contour, hydroisohypses; нім. Hydroisohypsen f pl, Hydrohöhenlinien f pl) —
1) Лінії, що з'єднують на карті (плані) точки з однаковими абсцисами або відносними відмітками висот поверхні безнапірних підземних вод.
2) Горизонталі (ізогіпси) вільної (депресійної) поверхні фільтраційного потоку.
За гідроізогіпсами можна визначити гідравлічний похил (градієнт), а також виявити наявність взаємозв’язку між ґрунтовими та поверхневими водами.
За картою гідроізогіпс можна визначити взаємозв’язок ґрунтових і поверхневих вод (Рис.2).